# آخرین گزارش
آخرین گزارش فیلمی به کارگردانی  و نویسندگی مرتضی آتش زمزم ساختهٔ سال ۱۳۸۲ است.

## بازیگران
- مجدی مشموشی
- مایا فوازعبداله
- عبید عون
- ایهاب طالب
- ملک مقداد
- سلما علی ساحلی